# Philoliche ricardoae
Philoliche ricardoae är en tvåvingeart som beskrevs av Chainey och H. Oldroyd 1980. Philoliche ricardoae ingår i släktet Philoliche och familjen bromsar.
Artens utbredningsområde är Malawi. Inga underarter finns listade i Catalogue of Life.